# 林欧文堂

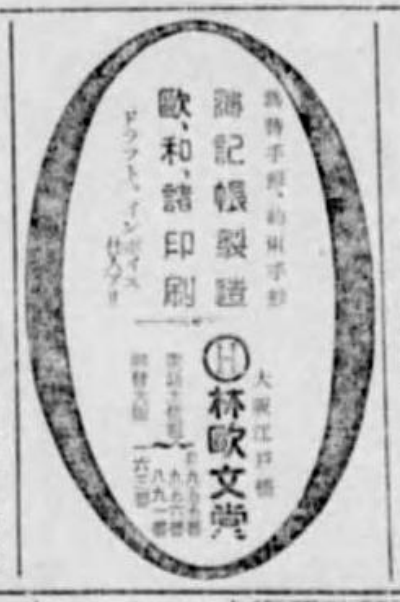
林欧文堂商標

林欧文堂（はやしおうぶんどう）は大阪府にあった印刷会社。

## 沿革
- 1901年（明治34年）、創業者林杉造[注釈 1]により大阪市西区江戸堀北通一丁目一二番（四ツ橋筋西入）に本社を、北通二丁目に分工場を設置。本社は後に江戸堀南通一丁目四一番（四ツ橋筋西入）に移転[注釈 2]。
- 1912年（大正元年）7月、江戸堀下通一丁目に分工場を移転[3]。最新式の工場設備を設け高級印刷と銘打つ[4]。
- 1919年（大正8年）10月、賃金三割値上げを要求する労働争議が発生。結果、要求の一部受け入れにより解決[5]。
- 1942年（昭和17年）、『日本目録規則』印刷の依頼を受ける[6]。

## ギャラリー

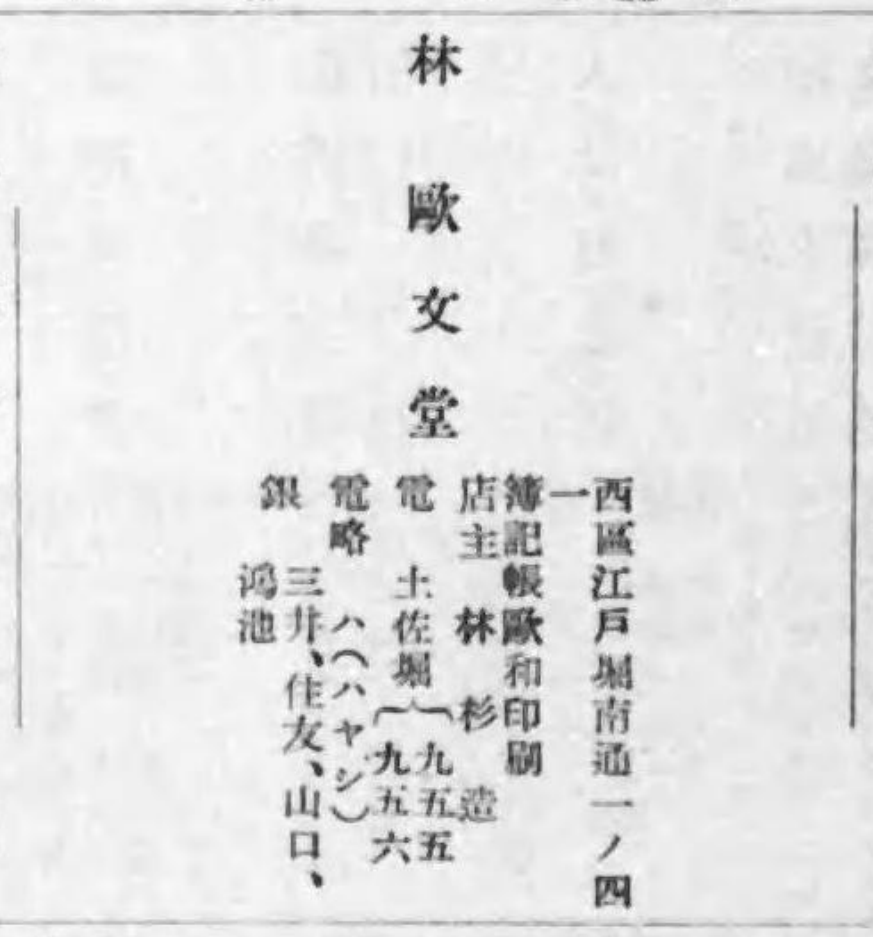
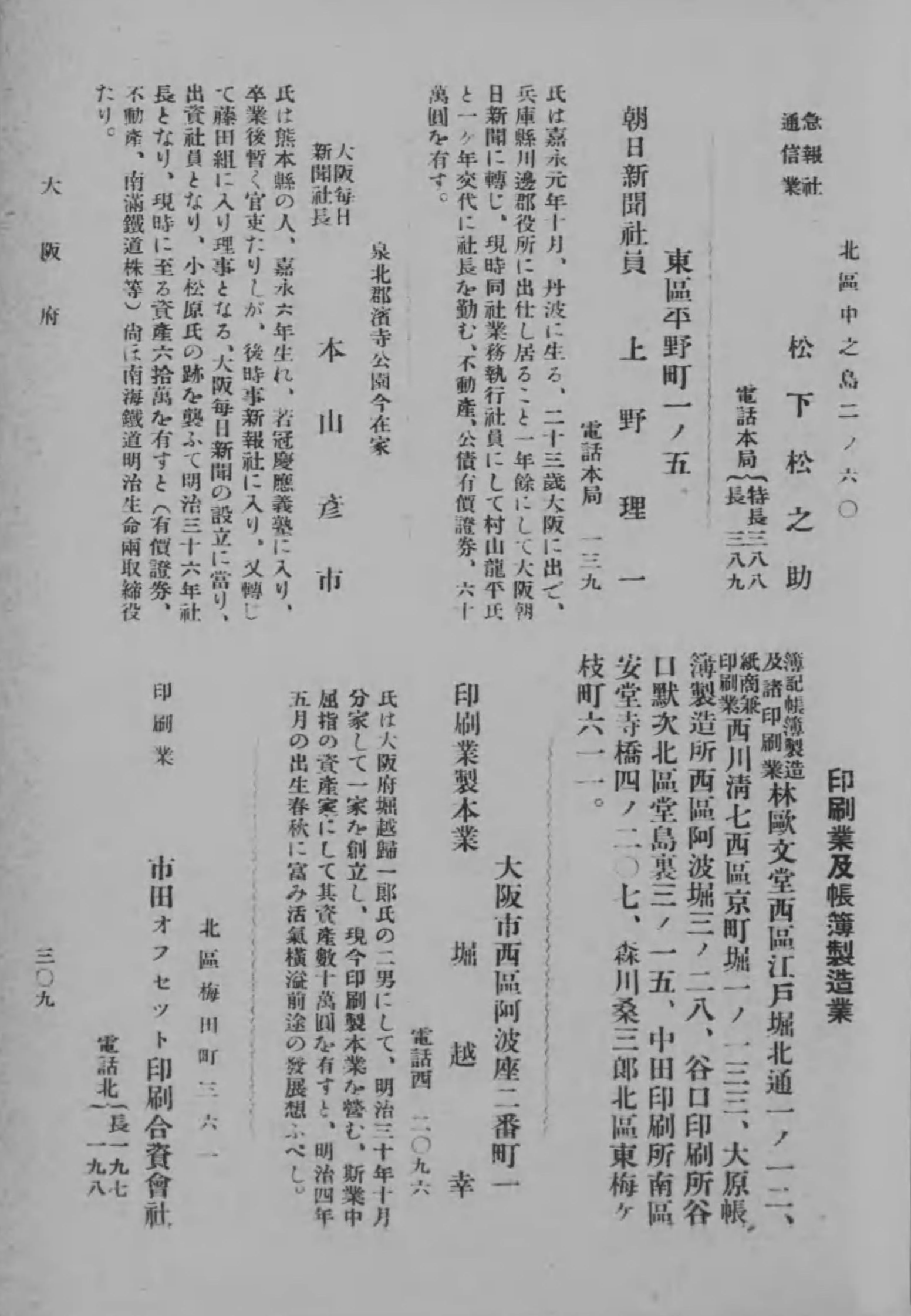
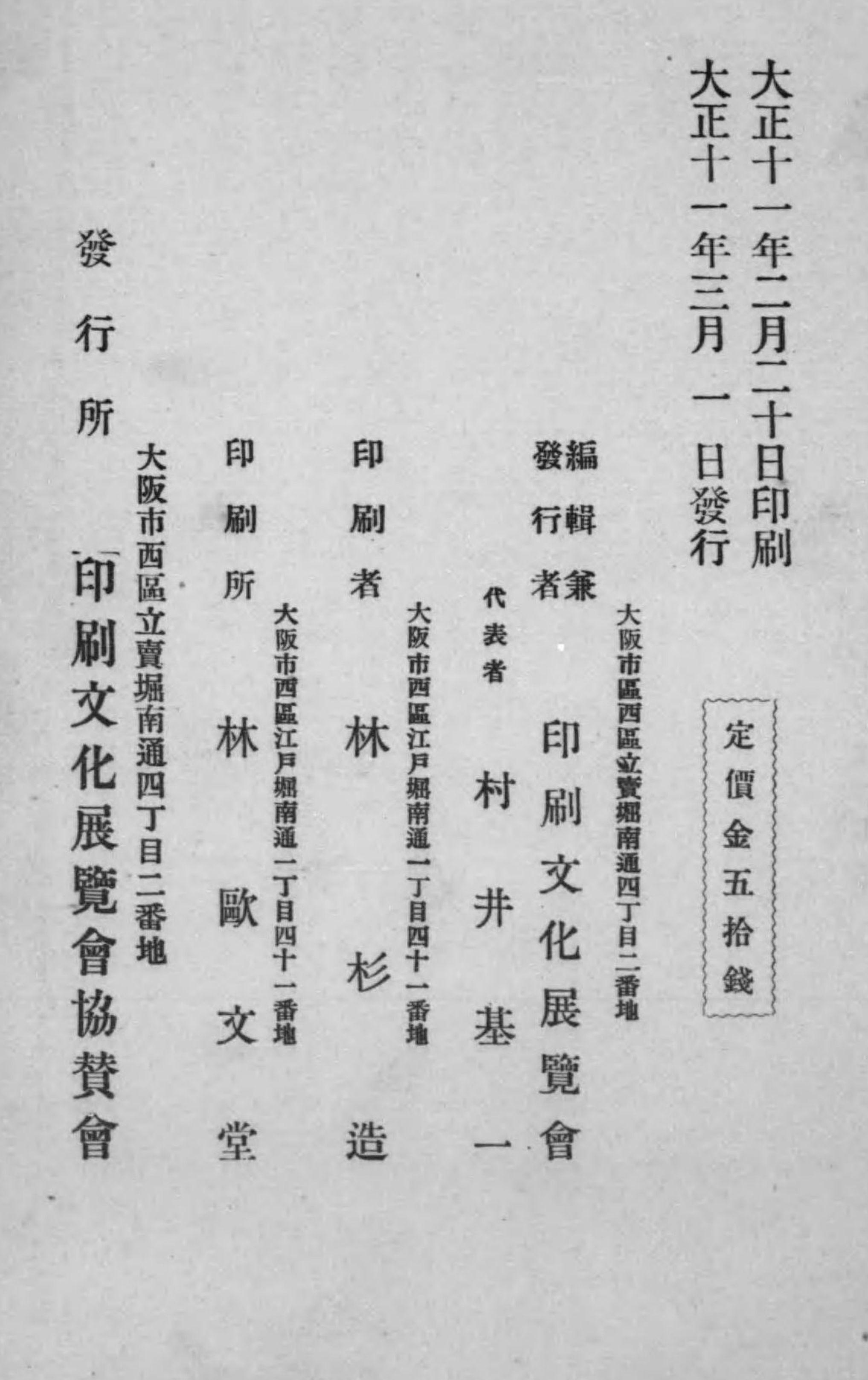
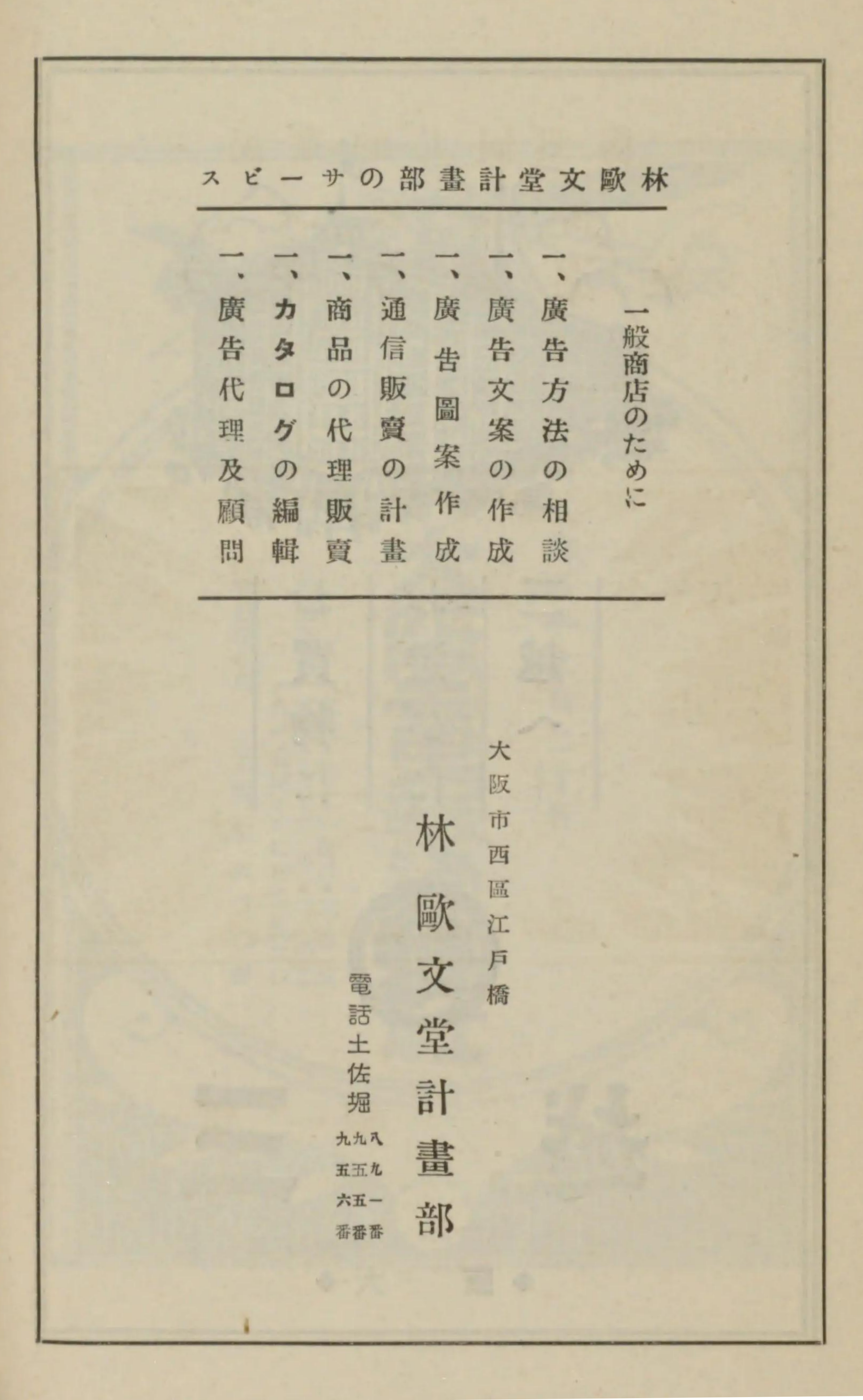
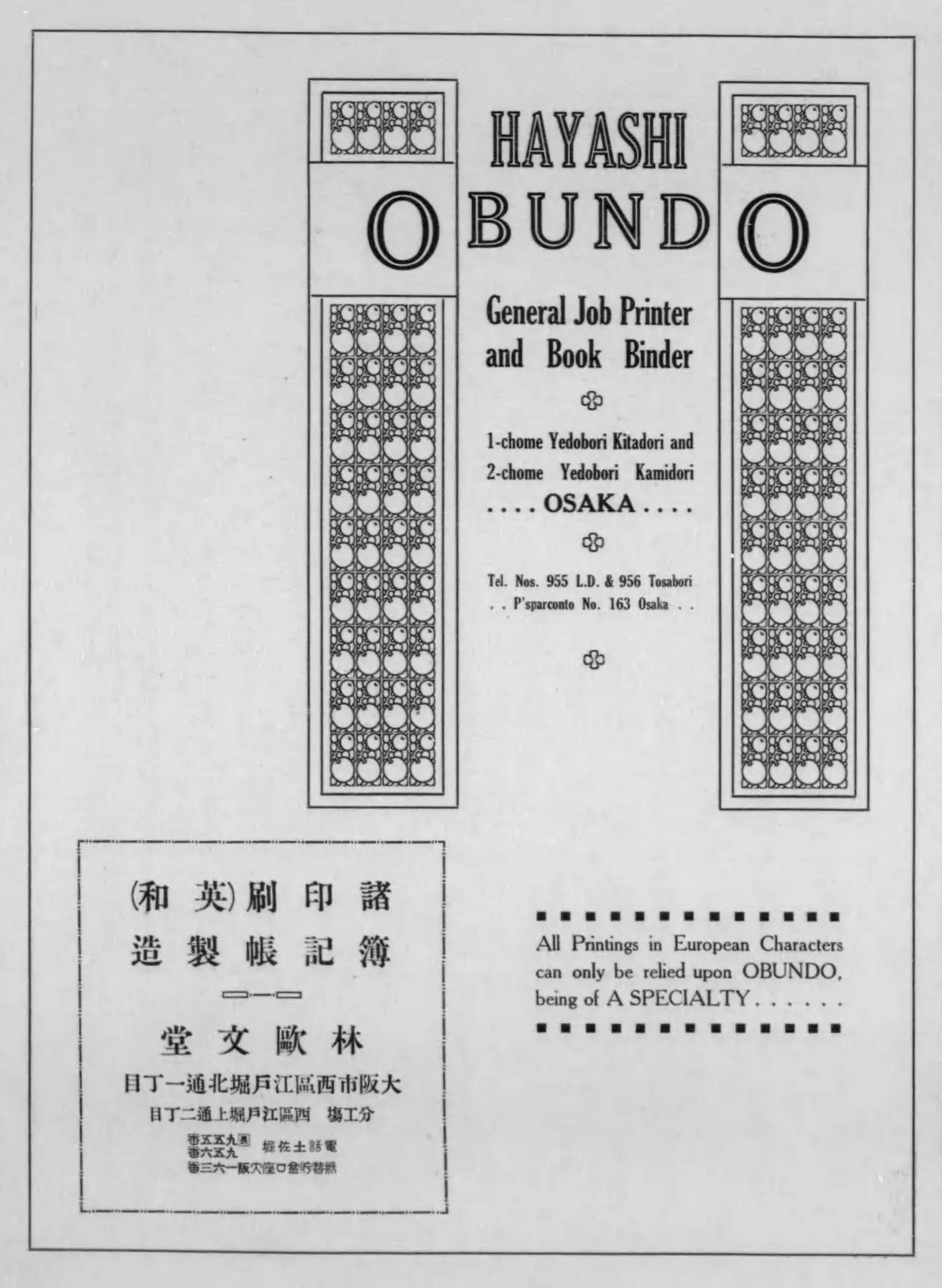
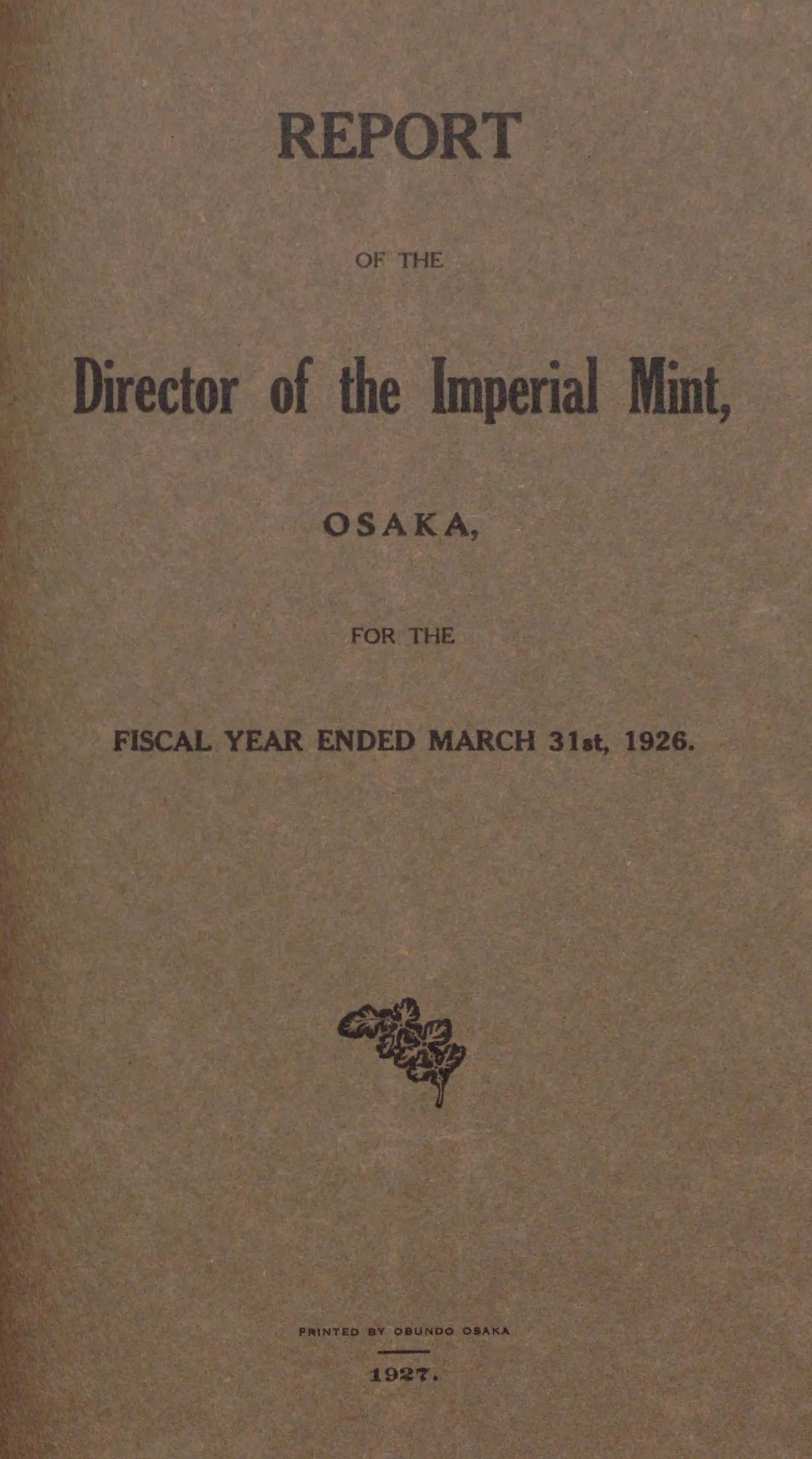

## 組織
参照：
本社
- 代表社員－林杉造
- 総務・勤務支配人－林長次郎[注釈 3]
- 従業員総数－50名

分工場
- 植字工和文
- 植字工欧文
- 文選工
- 機械工
- 機械工見習
- 断裁工
- 解版工（女工）
- 雑役